# Ампоста
Ампоста (шп. Amposta) град је у Шпанији у аутономној заједници Каталонија у покрајини Тарагона. Према процени из 2017. у граду је живело 20 654 становника.

## Становништво
Према процени, у граду је 2017. живело 20 654 становника.
| 2017.  |
| ------ |
| 20.654 |

## Партнерски градови
- Saint-Jean-de-la-Ruelle